# 薩爾查 (阿拉斯加州)
薩爾查（英語：Salcha）是位於美國阿拉斯加州費爾班克斯-北極星自治市鎮的一個非建制地區和人口普查指定地區。根據2010年美國人口普查，該地人口為1095人，而該地的面積約為196.70平方千米。

## 地理
薩爾查的座標為64°31′16″N 146°58′50″W / 64.52111°N 146.98056°W，而該地的平均海拔高度為198米（即650英尺）。